# ساختمان آموزش و پرورش
ساختمان آموزش و پرورش مربوط به دوره قاجار است و در رشت، میدان صیقلان، محله ساغری سازان واقع شده و این اثر در تاریخ ۲۷ اسفند ۱۳۸۶ با شمارهٔ ثبت ۲۲۵۱۵ به‌عنوان یکی از آثار ملی ایران به ثبت رسیده است.